# Artabano (hijo de Histaspes)
Artabano (persa antiguo *Artabanu, "la gloria del Arta") era hijo de Histaspes, miembro de la Dinastía Aqueménida, y hermano menor del rey Darío I (521-585 a. C.).
En el relato de Heródoto, Artabano es retatado como un sabio consejero, que trata de disuadir a Darío de sus campañas contra los escitas, y a Jerjes I de su invasión de Grecia, empresas que terminarían finalmente en desastre.
Según se atestigua en las Tablillas de la Fortaleza de Persépolis, escritas en idioma elamita, cierto Irdabanuš, el cual podría ser nuestro Artabano, sirvió con sirvió como sátrapa de Bactriana durante el reinado de Darío I. A su vez, Artabano estuvo a cargo de la administración del Imperio mientras Jerjes se encontraba luchando en Grecia. En esta expedición, sus hijos Ariomardo, Artifio, Basaces y Tritantecmes ocuparon importantes cargos militares.